# ماتاغايغاي
ماتاغايغاي (بالإنجليزية: Matagaigai)‏ أرواح شجر في المعتقد البابواني (غينيا الجديدة) يبدون بشرا، سوى أن للأنثى ثديين مختلفي الحجم. ويظهرون فقط للناس المرضى، ليؤكدوا فيما إذا كانوا سيتعافون أم يموتون. فإن غرزوا أصابعهم في لحم المريض فالموت محتم.